# Semezanges
Semezanges település Franciaországban, Côte-d’Or megyében. Lakosainak száma 92 fő (2022. január 1.). Semezanges Chambœuf, Gergueil, Ternant és Valforêt községekkel határos.

## Népesség
A település népessége az elmúlt években az alábbi módon változott:
| Lakosok száma | 62   | 66   | 95   | 111  | 94   | 89   | 92   | 96   | 94   | 92   |
|               | 1968 | 1982 | 1990 | 2006 | 2013 | 2015 | 2017 | 2019 | 2020 | 2022 |